# Polnische Meisterschaften im Naturbahnrodeln 2009
Die Polnischen Meisterschaften im Naturbahnrodeln 2009 fanden am 3. März in Szczyrk-Biła in der Woiwodschaft Schlesien statt.

## Einsitzer Herren
| Rang | Name               | Klub                               | Jahrgang | Zeit 1.     | Zeit 2. | Gesamt      |
| ---- | ------------------ | ---------------------------------- | -------- | ----------- | ------- | ----------- |
| 01   | Łukasz Goryl       | ULKS Lipowiec Czechowice-Dziedzice | 1992     | 29,31 s     | 29,35 s | 58,66 s     |
| 02   | Adam Jędrzejko     | KSS Beskidy Bielsko-Biała          | 1987     | 29,60 s     | 29,72 s | 59,32 s     |
| 03   | Damian Waniczek    | LKS Jastrząb Szczyrk               | 1981     | 30,05 s     | 30,19 s | 1:00,24 min |
| 04   | Dawid Jachnicki    | KSS Beskidy Bielsko-Biała          | 1991     | 30,09 s     | 30,71 s | 1:00,80 min |
| 05   | Andrzej Laszczak   | LKS Jastrząb Szczyrk               | 1976     | 30,18 s     | 30,72 s | 1:00,90 min |
| 06   | Damian Fender      | LKS Jastrząb Szczyrk               | 1991     | 31,37 s     | 30,98 s | 1:02,35 min |
| 07   | Szymon Kubik       | UKS Sopotnia Mała                  | 1989     | 31,69 s     | 32,33 s | 1:04,02 min |
| 08   | Krystian Matławski | UKS Boćwinka                       | 1988     | 31,91 s     | 33,73 s | 1:05,64 min |
| 09   | Mateusz Kobielus   | KSS Beskidy Bielsko-Biała          | 1989     | 34,01 s     | 34,12 s | 1:08,13 min |
| 10   | Alan Wnuk          | KSS Beskidy Bielsko-Biała          | 1994     | 39,11 s     | 37,49 s | 1:16,60 min |
| 11   | Damian Jasiński    | ULKS Zryw                          | 1993     | 46,56 s     | 35,83 s | 1:22,39 min |
| 12   | Sebastian Soszka   | KSS Beskidy Bielsko-Biała          | 1993     | 54,08 s     | 36,81 s | 1:30,89 min |
| 13   | Władysław Czernous | ULKS Zryw                          | 1992     | 41,38 s     | 49,72 s | 1:31,10 min |
| 14   | Dawid Kurowski     | ULKS Zryw                          | 1992     | 53,35 s     | 38,70 s | 1:32,05 min |
| 15   | Rafał Rostek       | ULKS Zryw                          | 1992     | 1:00,18 min | 34,15 s | 1:34,33 min |
| 16   | Piotr Banach       | ULKS Łoś Gołdap                    | 1992     | 47,79 s     | 46,99 s | 1:34,78 min |
| 17   | Artur Andrzejewski | ULKS Zryw                          | 1992     | 49,87 s     | 59,77 s | 1:49,64 min |

## Einsitzer Damen
| Rang | Name               | Klub                               | Jahrgang | Zeit 1.     | Zeit 2. | Gesamt      |
| ---- | ------------------ | ---------------------------------- | -------- | ----------- | ------- | ----------- |
| 01   | Wioletta Ryś       | LKS Jastrząb Szczyrk               | 1992     | 30,57 s     | 31,88 s | 1:02,45 min |
| 02   | Natalia Gagatek    | ULKS Lipowiec Czechowice-Dziedzice | 1988     | 31,00 s     | 32,06 s | 1:03,06 min |
| 03   | Natalia Waniczek   | LKS Jastrząb Szczyrk               | 1991     | 31,56 s     | 33,38 s | 1:04,94 min |
| 04   | Aleksandra Szuler  | ULKS Łoś Gołdap                    | 1990     | 33,32 s     | 32,65 s | 1:05,97 min |
| 05   | Patrycja Czyż      | ULKS Lipowiec Czechowice-Dziedzice | 1994     | 32,75 s     | 34,25 s | 1:07,00 min |
| 06   | Dagmara Bednarczyk | KSS Beskidy Bielsko-Biała          | 1993     | 32,96 s     | 34,36 s | 1:07,32 min |
| 07   | Patrycja Jachnicka | KSS Beskidy Bielsko-Biała          | 1992     | 33,45 s     | 35,92 s | 1:09,37 min |
| 08   | Klaudia Banach     | ULKS Lipowiec Czechowice-Dziedzice | 1993     | 35,23 s     | 35,57 s | 1:10,80 min |
| 09   | Klaudia Chowaniec  | UKS Sopotnia Mała                  | 1991     | 31,82 s     | 56,53 s | 1:28,35 min |
| 10   | Katarzyna Waligóra | UKS Sopotnia Mała                  | 1989     | 1:08,92 min | 34,94 s | 1:43,86 min |
| DNF  | Karolina Banach    | ULKS Lipowiec Czechowice-Dziedzice | 1993     | 46,47 s     | DNF     | DNF         |

## Doppelsitzer
| Rang | Namen                                | Klub                                           | Jahrgang  | Zeit    |
| ---- | ------------------------------------ | ---------------------------------------------- | --------- | ------- |
| 1    | Andrzej Laszczak Damian Waniczek     | LKS Jastrząb Szczyrk                           | 1976 1981 | 32,92 s |
| 2    | Krystian Matławski Aleksandra Szuler | UKS Boćwinka ULKS Łoś Gołdap                   | 1988 1990 | 34,69 s |
| 3    | Adam Jędrzejko Alan Wnuk             | KSS Beskidy Bielsko-Biała                      | 1987 1994 | 34,77 s |
| 4    | Damian Fender Dawid Jachnicki        | LKS Jastrząb Szczyrk KSS Beskidy Bielsko-Biała | 1991      | 36,36 s |
| 5    | Damian Jasiński Dawid Kurowski       | ULKS Zryw                                      | 1993 1992 | 42,67 s |
| 6    | Rafał Rostek Władysław Czernous      | ULKS Zryw                                      | 1992      | 47,76 s |

## Mannschaft
| Rang | Namen                                | Klub                                           | Jahrgang  | Punkte | Gesamtpunkte | Gesamtzeit  |
| ---- | ------------------------------------ | ---------------------------------------------- | --------- | ------ | ------------ | ----------- |
| 1    | Natalia Waniczek                     | LKS Jastrząb Szczyrk                           | 1991      | 27     | 84           | 2:38,10 min |
| 1    | Damian Waniczek                      | LKS Jastrząb Szczyrk                           | 1981      | 27     | 84           | 2:38,10 min |
| 1    | Andrzej Laszczak Damian Waniczek     | LKS Jastrząb Szczyrk                           | 1976 1981 | 30     | 84           | 2:38,10 min |
| 2    | Wioletta Ryś                         | LKS Jastrząb Szczyrk                           | 1992      | 30     | 84           | 2:38,13 min |
| 2    | Adam Jędrzejko                       | KSS Beskidy Bielsko-Biała                      | 1987      | 28     | 84           | 2:38,13 min |
| 2    | Damian Fender Dawid Jachnicki        | LKS Jastrząb Szczyrk KSS Beskidy Bielsko-Biała | 1991      | 26     | 84           | 2:38,13 min |
| 3    | Aleksandra Szuler                    | ULKS Łoś Gołdap                                | 1990      | 26     | 76           | 2:46,30 min |
| 3    | Krystian Matławski                   | UKS Boćwinka                                   | 1988      | 22     | 76           | 2:46,30 min |
| 3    | Krystian Matławski Aleksandra Szuler | UKS Boćwinka ULKS Łoś Gołdap                   | 1988 1990 | 28     | 76           | 2:46,30 min |
| 4    | Klaudia Chowaniec                    | UKS Sopotnia Mała                              | 1991      | 21     | 44           | DNF         |
| 4    | Szymon Kubik                         | UKS Sopotnia Mała                              | 1989      | 23     | 44           | DNF         |
| 4    | Szymon Kubik Katarzyna Waligóra      | UKS Sopotnia Mała                              | 1989      | DNF    | 44           | DNF         |